# Thysanoteuthis nuchalis
Thysanoteuthis nuchalis är en bläckfiskart som beskrevs av Pfeffer 1912. Thysanoteuthis nuchalis ingår i släktet Thysanoteuthis och familjen Thysanoteuthidae. Inga underarter finns listade i Catalogue of Life.